# Sreepur (Gazipur)
Sreepur è un sottodistretto (upazila) del Bangladesh situato nel distretto di Gazipur, divisione di Dacca. Si estende su una superficie di 465,24 km² e conta una popolazione di 320.530 abitanti (dato censimento 1991).